# Gemeindezentrum Rollberge

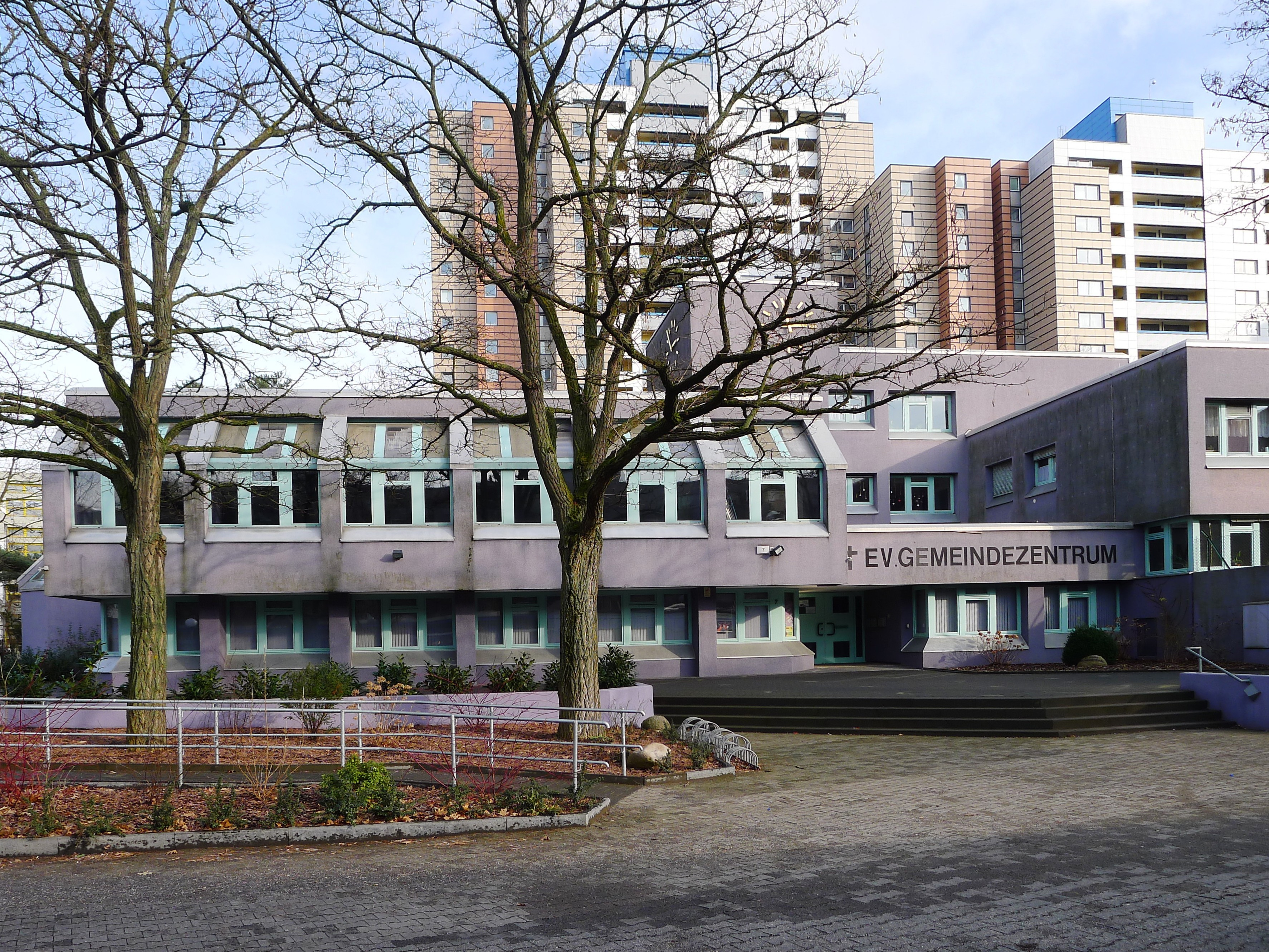
Gemeindezentrum Rollberge

Das evangelische Gemeindezentrum Rollberge, 1972–1974 von Klaus Bergner erbaut, stand in der Titiseestraße 7 in der Schwarzwaldsiedlung im  Berliner Ortsteil Waidmannslust des Bezirks Reinickendorf. Es wurde am 27. Januar 1974 eingeweiht und 2020 abgerissen.

## Geschichte
Seit 1970 feierten die in der Siedlung Rollberge wohnenden evangelischen Gläubigen bereits Gottesdienste in einer Baracke. Die Gemeinde Rollberge wurde im Januar 1976 von der Gemeinde der Apostel-Andreas-Kirche abgezweigt und selbstständig. 2001 ging aus den ehemaligen Kirchengemeinden Apostel-Andreas und In den Rollbergen die evangelische Felsen-Kirchengemeinde hervor. Sie behielt beide Predigtstätten bei, das Gemeindezentrum Rollberge in der Titiseestraße 7 und die Kirche am Eichhorster Weg 56.
Ende September 2015 wurde das Gemeindezentrum wegen einer erhöhten PCB-Belastung geschlossen. Der Abriss wurde 2019 bekanntgegeben und dann im Laufe des Jahres 2020 durchgeführt. Im Januar 2021 schrieb die Kita Outlaw vom „Abrissgelände des ehemaligen Gemeindezentrum Rollberge“.

## Baubeschreibung
Der Gebäudekomplex, ein mit Sichtbeton verkleideter, violett gestrichener Stahlbeton-Skelettbau, bestand aus zwei- bzw. dreigeschossigen Baukörpern unterschiedlicher Größe. Er enthielt neben dem teilweise mit Holz getäfelten Kirchenraum und dem Gemeindesaal, Räume für das Gemeindebüro, Wohnungen und eine Kindertagesstätte. Zentralraum ist ein Foyer. Der anschließende Kirchenraum mit etwa 200 Plätzen war dreifach in der Höhe gestuft. Hohe Glastüren führten vom Foyer in einen terrassenförmig angelegten Innenhof. In der Glockenstube des Uhrenturms hing eine kleine Bronzeglocke von 1979, die im Schlagton e′′′ klang. Sie wog bei einem Durchmesser von 41 cm und einer Höhe von 33 cm zuzüglich einer Krone von 6 cm nur 53 kg. Der Gießer ist unbekannt.